# Kosta Taušanović
Kosta Taušanović, född 4 maj 1854 i Aleksinac, död 26 januari 1902 i Rijeka, var en serbisk politiker.
Taušanović deltog i turkiska kriget 1876–77, invaldes 1881 i riksdagen, men blev för högförräderi dömd till åtta års fängelse. Han benådades 1885 och utsågs han 1888 till riksdagens president och blev efter Milan I:s abdikation (1889) först jordbruks-, sedan inrikesminister. Han verkade för förbättringar inom det serbiska jordbruket.
År 1892 dömdes Taušanović till tre års fängelse, men flydde till Österrike och återkom först 1896 till Belgrad. År 1899 dömdes han för deltagande i Kneževićs attentat åter till nio års fängelse samt anklagades för finansiella oegentligheter, men benådades av kung Alexander I.